# (696315) Petraios
(696315) 2016 GR206 est un centaure de magnitude absolue 9,2. Son diamètre est estimé à 77 km